# Jigme Tshering
Jigme Tshering (* 18. Oktober 1959) ist ein bhutanischer Bogenschütze.
Tshering, 1,63 m groß und 58 kg schwer, nahm an den Olympischen Spielen 1988 in Seoul teil, wo er den 80. Rang belegte. Mit der Mannschaft wurde er 22. und somit Letztplatzierter. Er gehörte Bhutans zweitem Olympiateam überhaupt an.